# Зіду Дмитро Георгійович
Дмитро Георгійович Зіду (рум. Dumitru Zidu; 20 квітня 1932, село Джурджулешти тепер Кагульський район, Гагаузія, Молдова — 2002, місто Кишинів, Молдова) — молдавський радянський діяч, міністр освіти Молдавської РСР. Кандидат у члени ЦК КП Молдавії в 1966—1968 роках. Член ЦК КП Молдавії в 1968—1990 роках. Депутат Верховної Ради Молдавської РСР 8—11-го скликань. Депутат парламенту Республіки Молдова (2001—2002). Кандидат філософських наук (1970).

## Життєпис
Народився в селянській родині. У 1952 році закінчив Кагульське педагогічне училище Молдавської РСР.
З 1952 року працював вчителем початкових класів Джурджулештської семирічної школи Вулканештського району Молдавської РСР.
Член КПРС з 1953 року.
У 1957 році закінчив Тираспольський державний педагогічний інститут імені Тараса Шевченка.
У 1957—1959 роках — директор Джурджулештської середньої школи Вулканештського району Молдавської РСР.
У 1959—1961 роках — завідувач відділу народної освіти виконавчого комітету Вулканештської районної ради депутатів трудящих.
У 1961—1962 роках — секретар, у 1962 році — 2-й секретар Вулканештського районного комітет КП Молдавії.
У 1962—1964 роках — заступник секретаря парткому Вулканештського виробничого колгоспно-радгоспного управління.
У 1964—1966 роках — голова виконавчого комітету Вулканештської районної ради депутатів трудящих.
У 1966—1968 роках — слухач Вищої партійної школи при ЦК КПРС у Москві.
У 1968—1978 роках — 1-й секретар Суворовського районного комітет КП Молдавії. Делегат XXV з'їзду КПРС.
26 грудня 1978 — 4 березня 1988 року — міністр освіти Молдавської РСР. 13 квітня 1988 — 28 лютого 1990 року — міністр народної освіти Молдавської РСР.
У 2001—2002 роках — депутат парламенту Республіки Молдова, обраний у Законодавчі збори за списками партії «Альянс Брагіша».
З 23 квітня 2001 року по 27 вересня 2002 року був заступником члена делегації Республіки Молдова в Парламентській асамблеї Ради Європи.

## Нагороди
- орден Республіки (Молдова)
- орден Леніна
- орден Жовтневої Революції
- орден Трудового Червоного Прапора
- два ордени «Знак Пошани»
- медалі